# Liste der Bodendenkmäler in Walsdorf (Oberfranken)
Auf dieser Seite sind die Bodendenkmäler in der oberfränkischen Gemeinde Walsdorf zusammengestellt. Diese Tabelle ist eine Teilliste der Liste der Bodendenkmäler in Bayern. Grundlage ist die Bayerische Denkmalliste, die auf Basis des Bayerischen Denkmalschutzgesetzes vom 1. Oktober 1973 erstmals erstellt wurde und seither durch das Bayerische Landesamt für Denkmalpflege geführt wird. Die folgenden Angaben ersetzen nicht die rechtsverbindliche Auskunft der Denkmalschutzbehörde.

## Bodendenkmäler der Gemeinde Walsdorf

### Bodendenkmäler in der Gemarkung Kolmsdorf
| Lage                 | Objekt                                                                                          | Akten-Nr.     | Bild |
| -------------------- | ----------------------------------------------------------------------------------------------- | ------------- | ---- |
| Kolmsdorf (Standort) | Archäologische Befunde im Bereich der neuzeitlichen ehemalige Synagoge mit Mikwe von Kolmsdorf. | D-4-6130-0116 |      |

### Bodendenkmäler in der Gemarkung Walsdorf
| Lage                | Objekt | Akten-Nr.     | Bild |
| ------------------- | --- | ------------- | ---- |
| Walsdorf (Standort) | Grabhügel vorgeschichtlicher Zeitstellung. | D-4-6130-0045 |      |
| Walsdorf (Standort) | Grabhügel vorgeschichtlicher Zeitstellung. | D-4-6130-0046 |      |
| Walsdorf (Standort) | Grabhügel vorgeschichtlicher Zeitstellung. | D-4-6130-0047 |      |
| Walsdorf (Standort) | Archäologische Befunde im Bereich der spätmittelalterlichen und frühneuzeitlichen Evangelisch-Lutherischen Pfarrkirche von Walsdorf mit Körpergräbern im ehemals ummauerten Kirchhof. Siehe auch: St.-Laurentius-Kirche (Walsdorf) | D-4-6130-0109 |      |
| Walsdorf (Standort) | Archäologische Befunde im Bereich der frühneuzeitlichen ehemalige Synagoge von Walsdorf. Siehe auch: Synagoge (Walsdorf) | D-4-6130-0110 |      |
| Walsdorf (Standort) | Archäologische Befunde im Bereich der mittelalterlichen Hofwüstung Hoheneich. | D-4-6130-0114 |      |